# Hubertusjakt

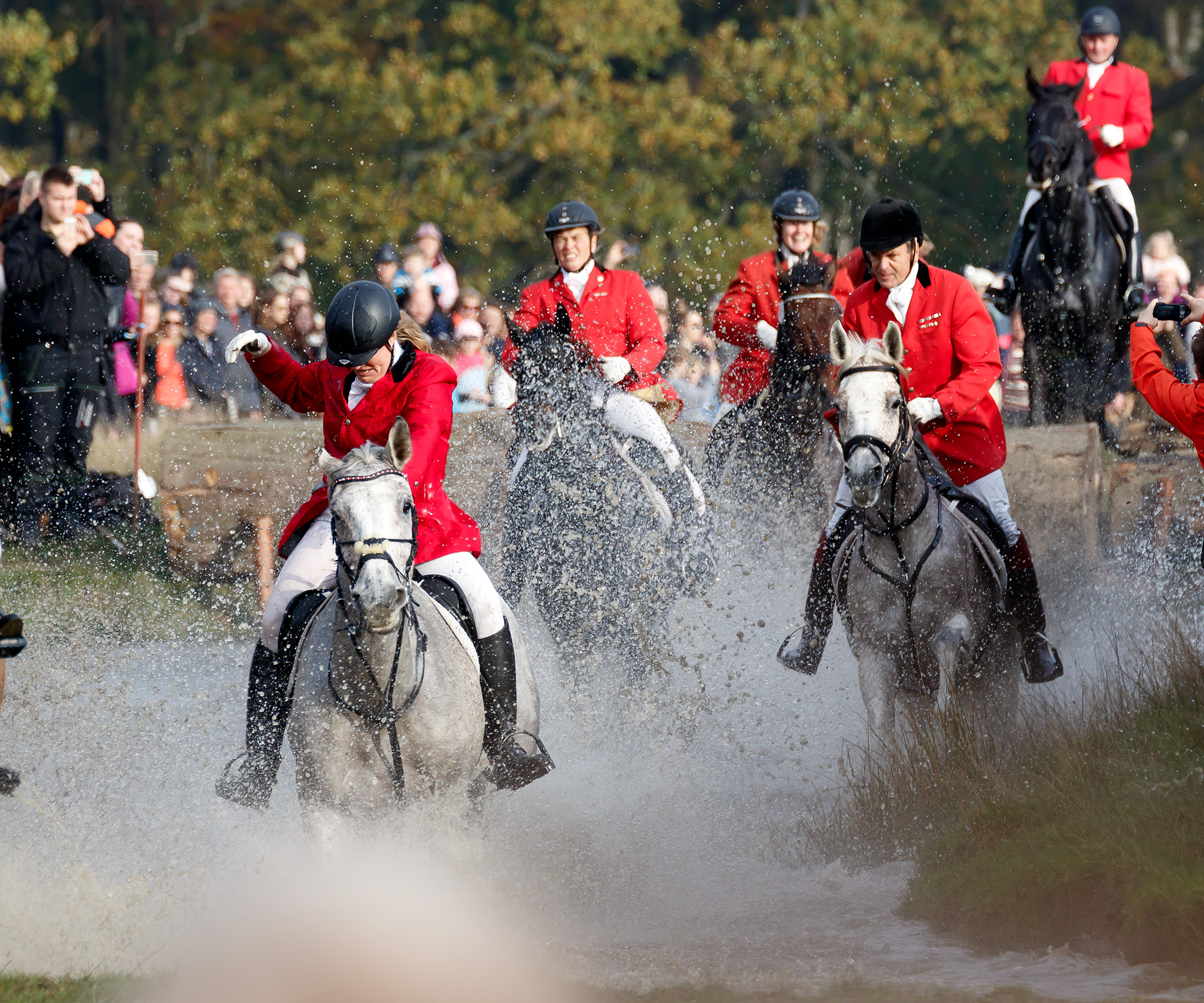
Hubertusjakt i Köpenhamn, Danmark, 2014

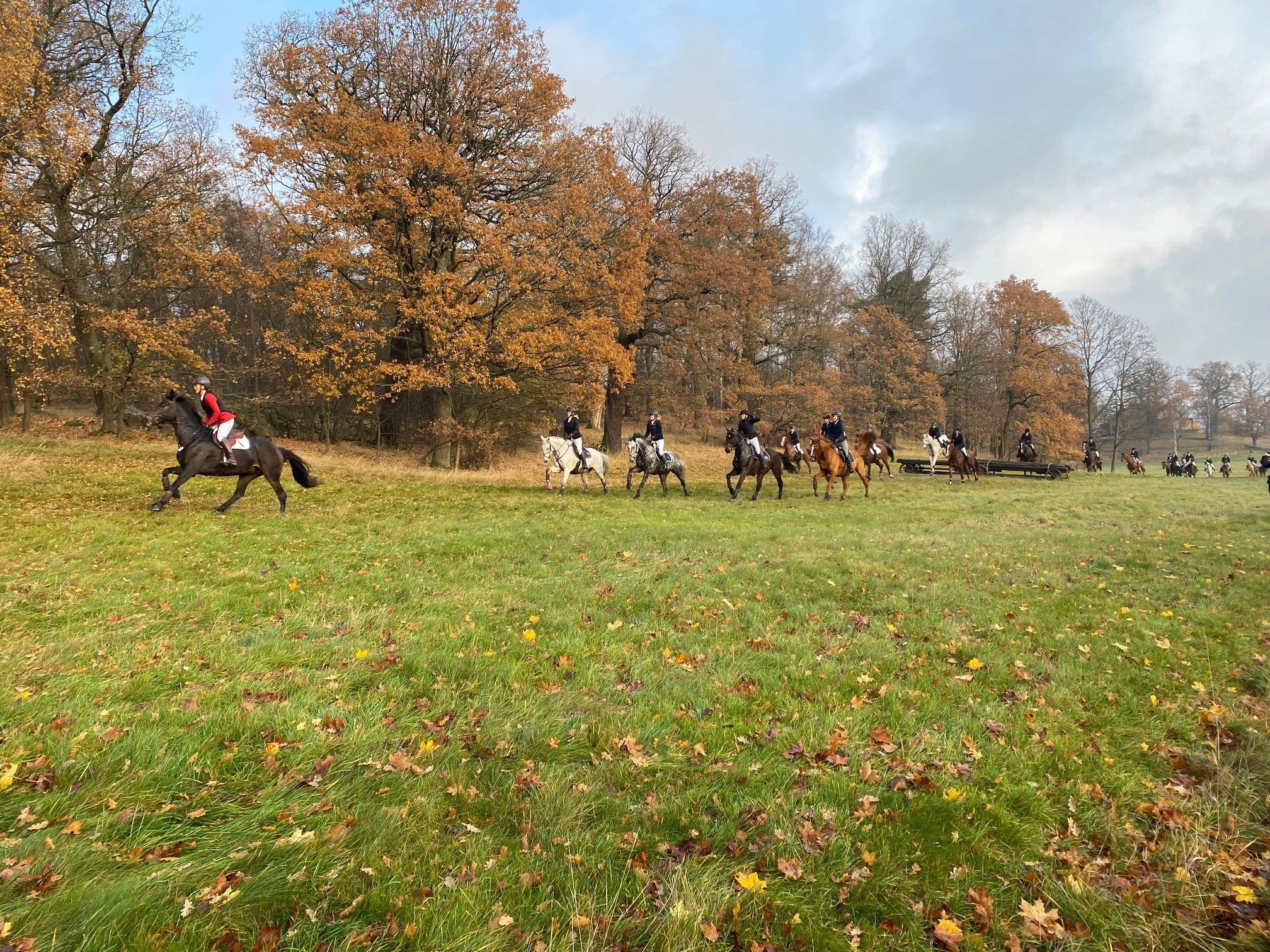
Den 125:e Hubertusjakten på Norra Djurgården i Stockholm, 2021. Foto: Suzanne Lundvall

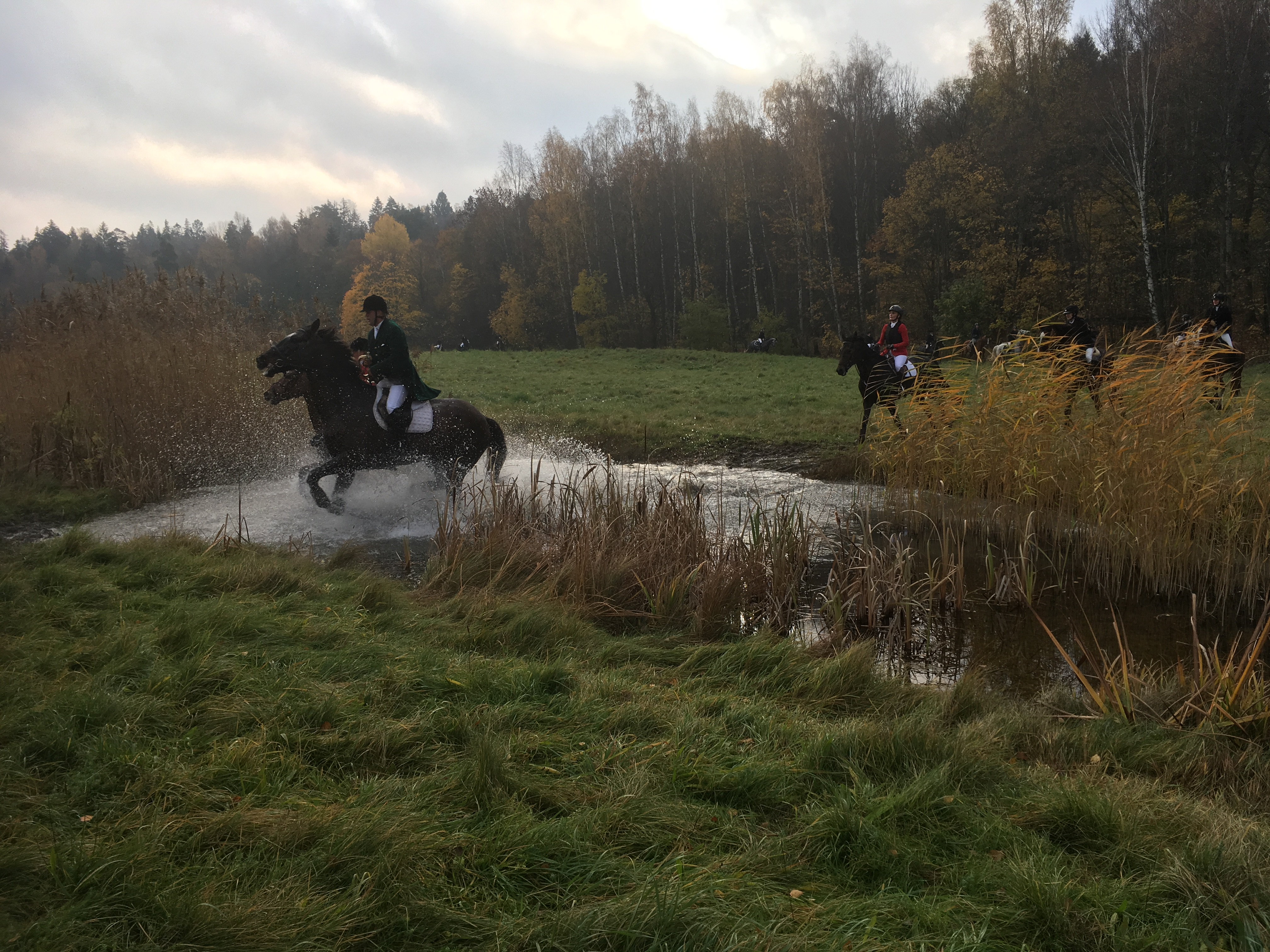
Den 125:e Hubertusjakten på Norra Djurgården i Stockholm, 2021. Foto: Peter Schantz

Hubertusjakt är en hästtävling med ursprung från Storbritannien; i sin aktuella form härrör den dock snarare från kontinenten, och beteckningen "Hubertusjakt" är okänd på engelska. Hubertusjakt har således inget med jakt i vedertagen bemärkelse att göra.
Tävlingen går ut på att man rider en bana med ett antal hinder som måste passeras. Banan har en viss bredd som inte får överskridas och dess bredd markeras genom två ryttare, pikörer. Längst fram rider en tävlingsledare, master, som inte får passeras av de tävlande. Banans upplopp är den sista sträckan där det går ut på att hinna ifatt en person med en rävsvans fäst på sig. Den som lyckas ta rävsvansen vinner hästtävlingen. Rävsvansen kan också vara fäst vid en tavla, bom eller dylikt. 
Hubertusjakten äger rum på eller omkring Sankt Hubertus dag 3 november. Tävlingsformen skall vara känd i olika varianter i Tyskland, Danmark, Polen, Holland, Belgien och Sverige, sedan omkring 100 år tillbaka i tiden.